# 謝言信
謝言信（1929年12月13日—2010年7月11日），中華民國政治人物，彰化縣溪州鄉人。早年屠豬、經營瓦斯行，將事業觸角延伸至營造業、運輸業，累積可觀財富後踏入政壇。曾代表中國國民黨當選為第九、十屆臺灣省議會議員，凍省後當選為第四屆立法委員。
謝言信在立委任期屆滿時並未競選連任，但積極培養下一代接班。2008年立法委員選舉彰化縣第三選舉區當選人鄭汝芬即為其二媳婦。

## 家族
- 長子謝新興為省農會常務監事。
- 二子謝新隆是三大有線電視股份有限公司董事長 ，三大寬頻股份有限公司董事長 。
- 二媳婦鄭汝芬為第7、8屆立法委員
- 長孫女謝衣鳯是第10屆立法委員
- 長孫子謝典林是彰化縣議會第16、17屆議長 [5]。

## 爭議

### 1994 年 涉台中外埔垃圾場工程圍標遭起訴
台中縣外埔鄉垃圾處理廠工程總工程經費三億餘元，被查出由謝言信經營的隆立營造公司，指使名下所屬相關公司勾結其他廠商主導圍標，台中地檢署偵結，依違反公平交易法等罪，將謝言信等廿人起訴，並對謝言信具體求處二年有期徒刑，同案起訴共廿人都是相關業者。台中地院依新修訂的「公平交易法」，判決無罪，僅詐騙隆立公司300萬元的德鈺機具公司負責人余明德依「詐欺罪」處十月有期徒刑。

### 1999 年 涉瓦斯裝載費聯合調漲案，遭公平會開罰
1月台南及高屏地區27家瓦斯分裝廠，聯合調漲桶裝瓦斯運裝費，漲幅高達四倍，因漲價獲利達2.2億元，行政院公平交易委員會共罰處新台幣1億3,300萬元，創下有史以來公平會最高罰鍰紀錄。謝言信經營之瓦斯行遭開罰後，仍無調降運裝費，台南地檢署指揮警方陸續通知業者到案說明，謝言信亦無到案說明。